# Путивльское княжество
Путивльское княжество — удельное княжество в составе Новгород-Северского княжества с центром в Путивле.

## История
Самое раннее летописное упоминание Путивля относится к 1146 году, когда Святослав Ольгович отступил сюда из Новгорода-Северского под нажимом черниговских Давыдовичей. Во второй половине XII века путивльским князьям удалось занять земли в верховьях Сулы, Псла, Ворсклы и, возможно, Северского Донца. В 1185 году из Путивля отправлялся в поход на половцев легендарный князь Игорь Святославич (герой «Слова о полку Игореве»). В ответ половцы нанесли контрудар, разорив окрестности Путивля. В 1223 году путивльская рать принимала участие в битве при Калке, вероятно, тогда погиб внук Игоря Изяслав Владимирович. В 1239 году путивльские земли были разорены татаро-монголами, но княжество продолжило существовать.
В начале XIV века после падения улуса Ногая путивльские князья смогли овладеть киевским престолом. Между 1357 и 1361 годами Путивль вместе с Киевом вошёл в состав Великого княжества Литовского. После упразднения Киевского княжества в 1470 году путивльские земли получили статус повета. В 1500 году Путивль был захвачен русским войском во главе с Яковом Захарьиным и вошёл в состав удела («вотчины») князя Василия Шемячича, а в 1523 году перешёл непосредственно в состав Московского государства.

## Князья
- Игорь Ольгович (1127—1142)[13]
- Святослав Ольгович (как князь Новгород-Северский)[14][15]
- Олег Святославич (1157—1160)[16][17]
- Игорь Святославич (1161—1164)[18]
- Всеволод Святославич (1164—1185)[19]
- Владимир Игоревич (1185—после 1211)[20]
- Изяслав Владимирович (после 1212—1223†)[4]
- Всеволод Владимирович (?)[21]
- Иван, Константин и Михаил Романовичи (—1239†?)[22]
- Иван — правитель XIII века, внук Романа Игоревича[23][24]
- Василий Андреевич (?)[25]
- Фёдор Александрович (?—1408), сын Александра Патрикеевича[26].